# Communauté de communes de la Côtière à Montluel
La communauté de communes de la Côtière à Montluel (anciennement communauté de communes du canton de Montluel) est une communauté de communes située dans l'Ain et regroupant neuf communes. Elle a été renommée à la faveur de la disparition du canton de Montluel en 2015, en ce sens y compris pour conserver l'acronyme « 3CM ».

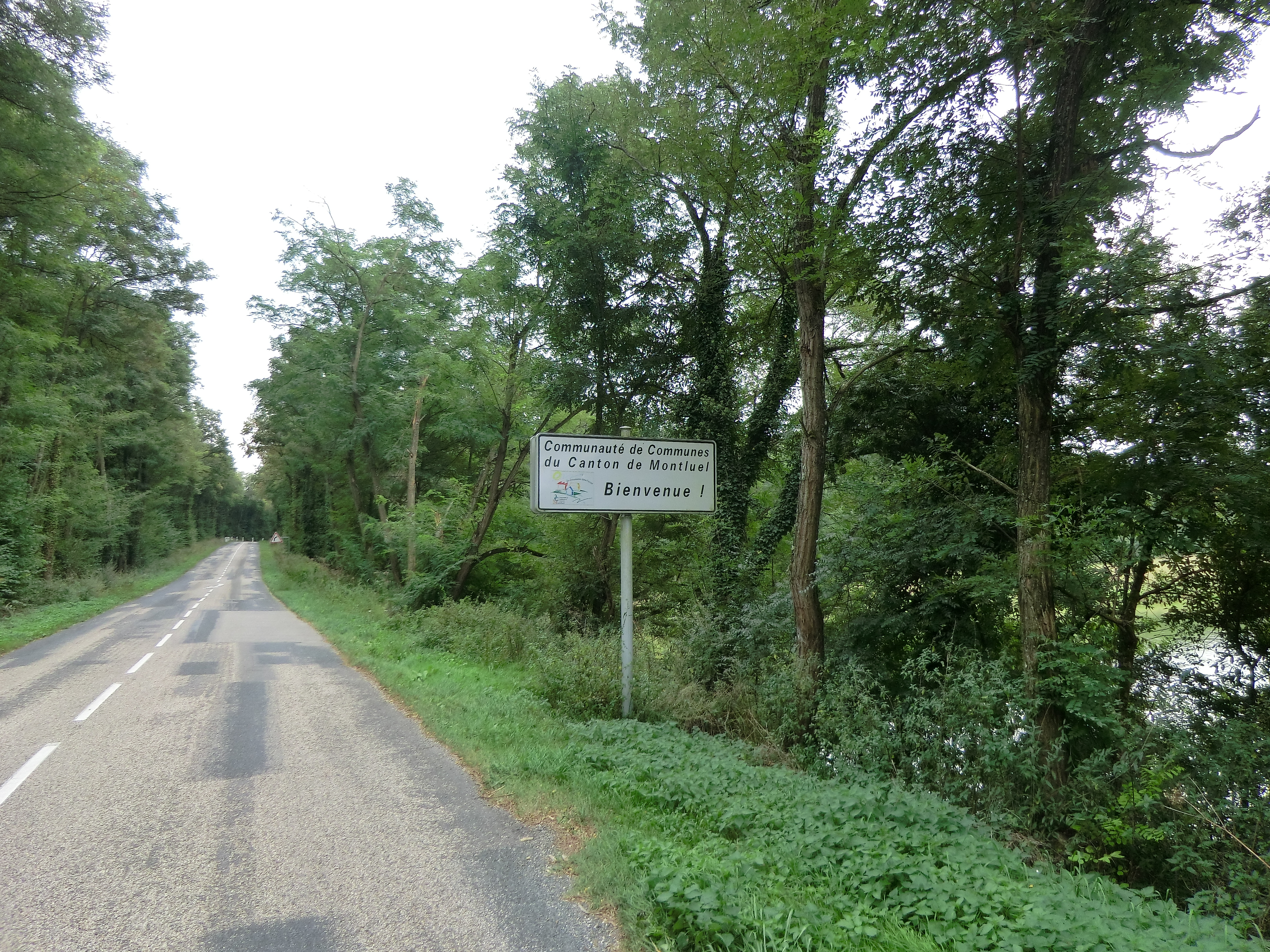
Ancien panneau de la communauté de communes du canton de Montluel, à proximité de l’étang Chevrier (Cordieux).

## Historique
- 28 décembre 1993 : Création
- 17 août 1995 : Rajout d'acquisition et aménagement de terrains destinés au lycée de la côtière
- 8 octobre 1999 : Rajout d'équipement et gestion d'un centre de première intervention communautaire
- 20 décembre 1999 : Modification adresse et ressources de la communauté
- 20 décembre 1999 : Transfert de nouvelles compétences (voir statuts)
- 24 décembre 1999 : Modification des règles de fonctionnement (voir statuts)
- 26 juin 2000 : Rajout contrat global de développement : charges de fonctionnement et réalisation de toutes actions intéressant la CdeC. Prise en charge du contingent incendie. Partenariat à l'opération de construction de maison d'accueil spécialisée
- 2 janvier 2002 : Rajout de deux compétences : pilotage du dispositif de requalification de la gare de Montluel et accueil des gens du voyage
- 2 octobre 2002 : Rajout compétence optionnelle contrôle de la qualité de l'air
- 16 janvier 2003 : Incendie, équipement et gestion des centres de première intervention (CPI), acquis et aménagement de terrain pour l'implantation du casernement du centre de secours principal de Montluel
- 5 octobre 2006 : Modification des compétences et des règles de fonctionnement

## Territoire communautaire

### Composition
La communauté de communes est composée des 9 communes suivantes :

| Nom              | Code Insee | Gentilé        | Superficie (km2) | Population (dernière pop. légale) | Densité (hab./km2) |
| ---------------- | ---------- | -------------- | ---------------- | --------------------------------- | ------------------ |
| Montluel (siège) | 01262      | Montluistes    | 40,11            | 6 879 (2022)                      | 172                |
| Balan            | 01027      | Balanais       | 18,04            | 2 878 (2022)                      | 160                |
| Béligneux        | 01032      | Bélignards     | 13,3             | 3 484 (2022)                      | 262                |
| La Boisse        | 01049      | Buissards      | 9,4              | 3 401 (2022)                      | 362                |
| Bressolles       | 01062      | Bressollois    | 7,73             | 1 003 (2022)                      | 130                |
| Dagneux          | 01142      | Dagnards       | 6,65             | 4 741 (2022)                      | 713                |
| Niévroz          | 01276      | Nièvrants      | 10,46            | 1 648 (2022)                      | 158                |
| Pizay            | 01297      | Pizolands      | 11,18            | 922 (2022)                        | 82                 |
| Sainte-Croix     | 01342      | Saint-Cruciens | 10,62            | 548 (2022)                        | 52                 |

### Démographie
| 1968  | 1975   | 1982   | 1990   | 1999   | 2009   | 2014   | 2020   |
| ----- | ------ | ------ | ------ | ------ | ------ | ------ | ------ |
| 9 278 | 11 949 | 14 053 | 18 016 | 20 103 | 22 614 | 24 329 | 25 039 |

## Administration

### Siège
Le siège de la communauté de communes est situé à Montluel.

### Les élus
Le conseil communautaire de la communauté de communes se compose de 33 conseillers, élus pour une durée de six ans.
Ils sont répartis comme suit :
| Nombre de conseillers | Communes                   |
| --------------------- | -------------------------- |
| 9                     | Montluel                   |
| 6                     | Dagneux                    |
| 4                     | Béligneux, La Boisse       |
| 3                     | Balan                      |
| 2                     | Bressolles, Niévroz, Pizay |
| 1 (+1 suppléant)      | Sainte-Croix               |

### Présidence
| Période                                  | Période    | Identité                | Étiquette | Qualité                                                            |
| ---------------------------------------- | ---------- | ----------------------- | --------- | ------------------------------------------------------------------ |
| Les données manquantes sont à compléter. |            |                         |           |                                                                    |
| 2008                                     | avril 2014 | Bernard Gloriod         | UMP       | Maire de Balan                                                     |
| avril 2014                               | avril 2024 | Philippe Guillot-Vignot | DVD       | Maire (2019 → 2020) puis conseiller municipal (2020 → ) de Dagneux |
| avril 2024                               | En cours   | Philippe Belair         |           | Adjoint au maire de Montluel                                       |

### Compétences
Les compétences de la communauté de communes sont assez étendues : amélioration du cadre de vie, action sociale, gestion des zones d'activités industrielle, commerciale, tertiaire, artisanale ou touristique, actions de développement économique, construction ou aménagement, gestion d'équipements ou d'établissements culturels, création et réalisation de zone d'aménagement concerté, entretien de la voirie et enfin, programme local de l'habitat.

### Régime fiscal et budget
Le régime fiscal de la communauté de communes est la fiscalité professionnelle unique (FPU).

## Projets et réalisations

### Réalisations

#### Culture
La communauté de communes organise le Festival de contes, Contes en Côtière, tous les ans, en mai, à Béligneux, Montluel, Bressolles, Dagneux et Pizay.